# Поглощающий элемент
Поглощающий стержень — элемент конструкции ядерного реактора, предназначенный для управления цепной ядерной реакцией за счёт степени погружения в активную зону.
Поглощающие стержни содержат в своём составе элементы с высоким сечением поглощения нейтронов (бор, кадмий, гафний и др.). Наибольшее распространение нашли борсодержащие стержни, что объясняется превосходными свойствами бора как поглотителя нейтронов. Чистый бор непригоден для изготовления регулирующих стержней. Он радиационно нестоек, непрочен и несовместим с теплоносителями. Обычно бор вводят в состав нержавеющей стали (борная сталь). Содержание бора в борной стали может достигать 5 %. Материалом поглощающих стержней служат также карбид бора B4C, смесь B4C—Al2O3 и др.